# Extra point

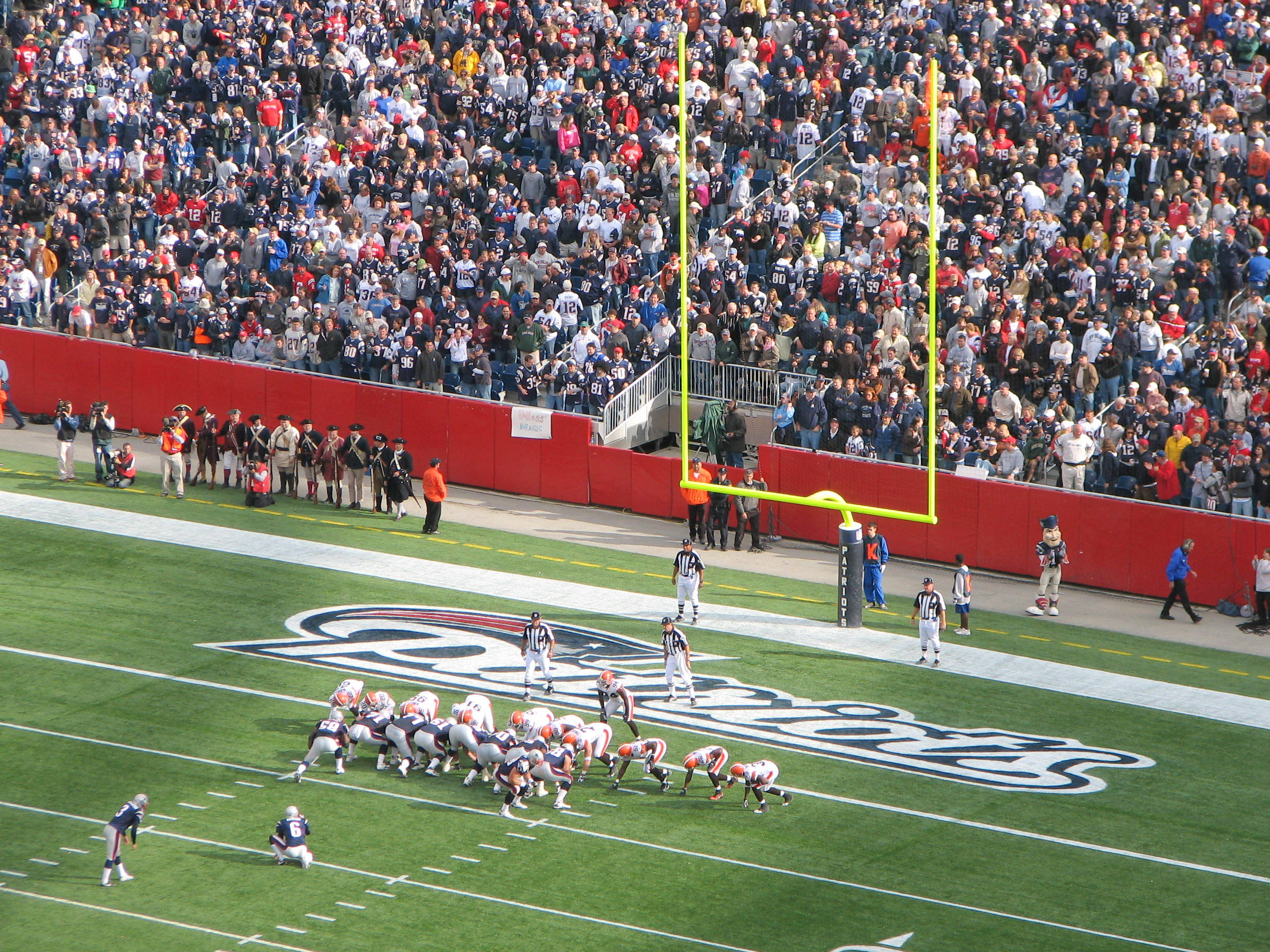
Um chute de ponto extra sendo feito em 2007.

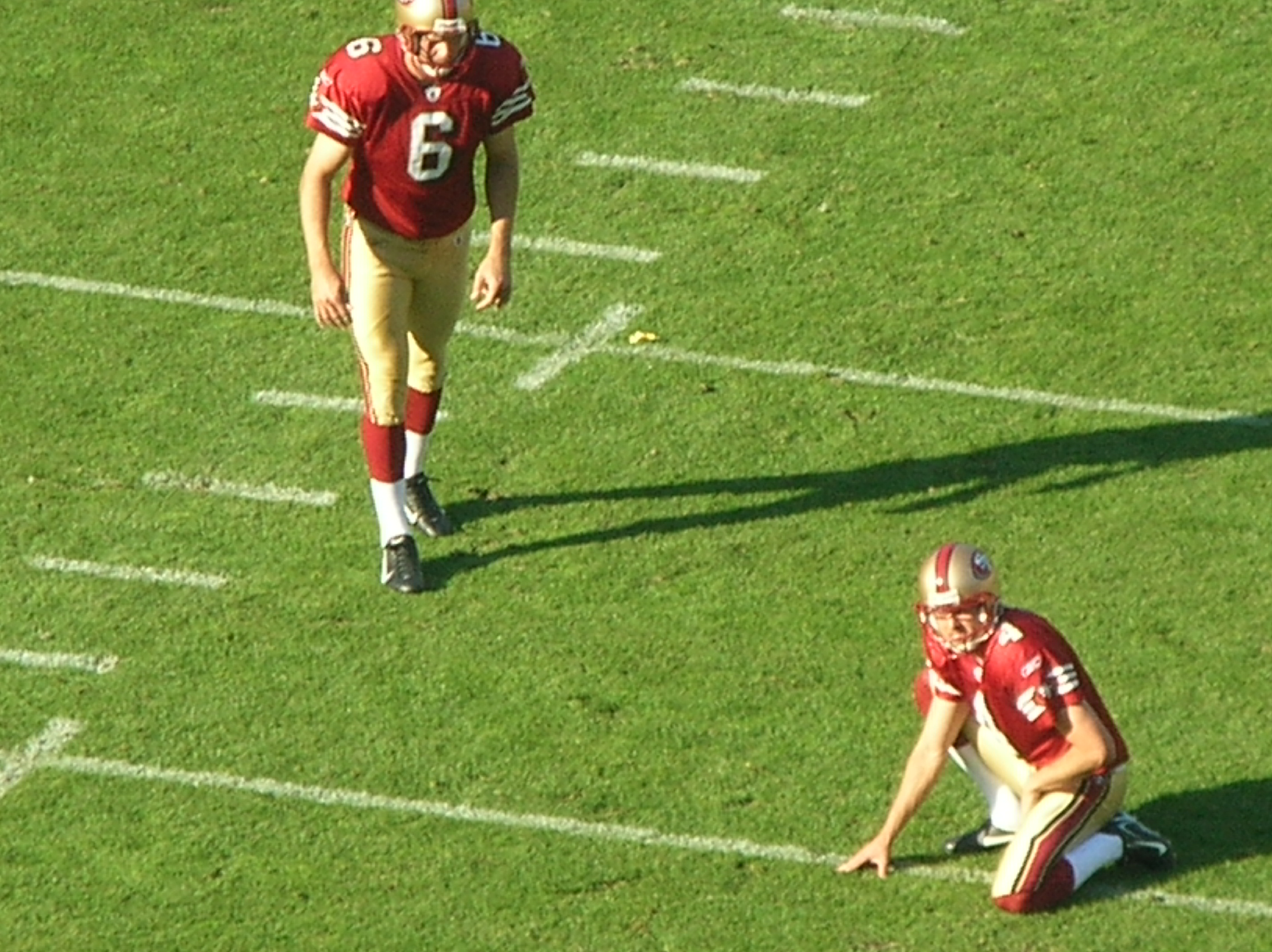
Joe Nedney, então kicker do San Francisco 49ers, se prepara para chutar um extra point com o punter Andy Lee como holder, em novembro de 2008.

O convert ou ponto extra (em inglês: Extra Point), no futebol americano dos Estados Unidos e do Canadá, é um chute que vale 1 ponto e é dado automaticamente após o touchdown, porém o time pode tentar fazer um conversão de dois pontos. O chute do ponto extra também é chamado de conversion, point after touchdown (às vezes abreviado como PAT) ou point after.
Se o time optar por chutar o extra point (como é na grande maioria dos casos), se o chute for entre as traves (uprights), o time ganha 1 ponto no placar em adição aos 6 do touchdown. Até 2014, como o extra point era um chute muito fácil, o TD quase sempre era referido como uma marcação de 7 pontos. Se o time optar pela conversão de dois pontos eles podem tentar passar ou correr com a bola, e se conseguirem ganham 2 pontos extras ao invés de apenas 1.
Em 2015, a regra do extra point mudou. O chute passou a ser feito da linha de 15 jardas (ao invés da linha de duas), o tornando mais desafiador e forçando os times a considerar fazer uma conversão de dois pontos ao invés (que é considerado uma jogada mais emocionante).